# Аларо
Аларо (ісп. Alaró) — іспанське місто та муніципалітет, розташоване в західній частині Майорки на Балеарських островах. Воно межує з муніципалітетами Консель, Бінісалем, Льосета, Манкор-дель-Вальє, Ескорка, Буньола та Санта-Марія-дель-Каміно.

## Історія
Замок Аларо виник ще в ісламський період, на місці сільськогосподарського поселення Олорон. Його задокументована історія починається в XIII столітті, під час завоювання Майорки, і замок Аларо був центром цього завоювання. Під час арагонської окупації до того незалежного Майорканського королівства, його мусульманські жителі чинили опір у замку Аларо — одному з єдиних скельних замків на Майорці, і це було одне з останніх місць, де відбулося християнське відвоювання островів.

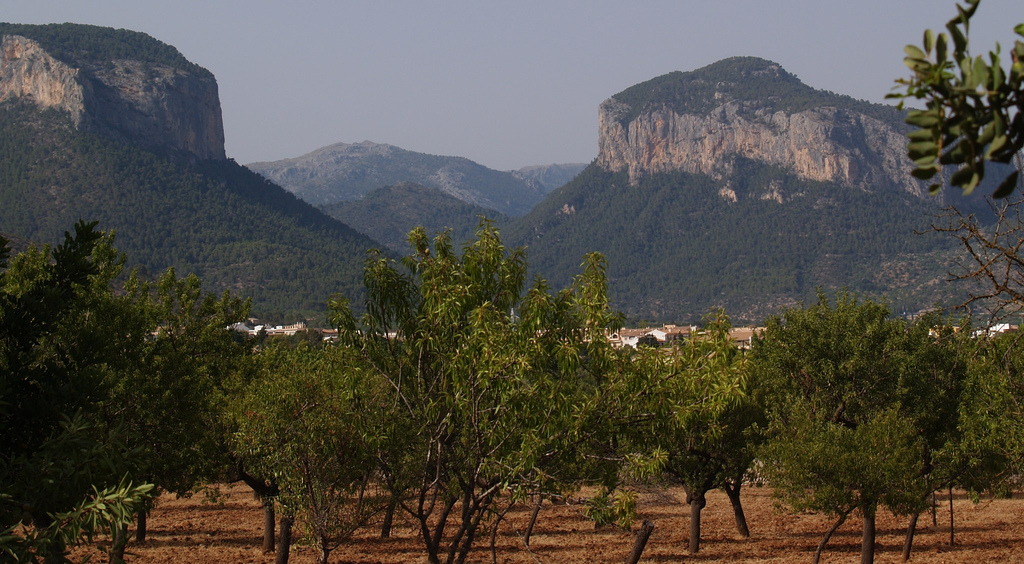
Піко-де-Аларо і Піко-де-Алькадена, у Сьєрра-де-Трамонтана.

Майоркські дворяни Гільєрмо Кабріт і Гільєрмо Басса, потрапивши в полон, були засуджені королем Арагону Альфонсо III до страти на гарячому вугіллі, про що свідчить прізвище одного із захисників замку, який під час опору не визнавав королем арагонського загарбника, залишаючись вірним своєму королю Хайме.

### Залізниця Аларо
У 1880 році Хайме Комес Фрау та Хосе Суреда Вільялонга, двоє мешканців Аларо, отримали концесію на будівництво залізничної лінії, яка керувалася залізничною компанією Аларо з'єднала місто зі станцією залізничної лінії Пальма-Інка, розташованою в Конселі (на той час частина міста Аларо). До 1922 року, коли було придбано два бензинові локомотиви (названі Сан-Кабріт і Сан-Басса), залізнична тяга здійснювалася мулами вгору та простою силою тяжіння униз. Залізниця проіснувала до 1934 року. Між 1944 і 1945 роками були прокладені нові колії, які використовувалися Ferrocarriles de Mallorca для перевезення бурого вугілля між шахтами та станцією Консель до 1951 року, коли вони були остаточно демонтовані.

### Перше місто з електрикою на Майорці
Аларо був перший муніципалітет на Майорці, який мав міську мережу розподілу електроенергії. Урочисте відкриття електромережі в селі відбулося 15 серпня 1901 року, що збіглося з першим святом покровителя муніципалітету у 20-му столітті. Згідно з хроніками, місто вбралося, і був великий наплив відвідувачів з усього острова, які прагнули побачити переваги, які дарувала ця енергія. Сьогодні розподільча мережа об'єднана з рештою острова, але на знак важливості тієї першої розподільчої мережі для острова Майорка, 8 травня 2000 року Рада острова Майорка оголосила вежу старої електростанції Аларо об'єктом культурного інтересу з категорією пам'ятки архітектури. Ця вежа була відреставрована міською радою у 2001 році в рамках святкування ста років електрики в Аларо та на Майорці.

## Демографія
Площа муніципалітету становить 45,72 км2. У 2022 році населення становило 5811 мешканців, а густота — 127,09 мешканців/км2.
| Vertical bar chart of Аларо between 1842 and 2021 |
|                                                   |

| Vertical bar chart of Аларо between 1998 and 2017 |
|                                                   |

## Економіка
Однією з найважливіших видів економічної діяльності в Аларо протягом багатьох років була взуттєва промисловість, яка нараховувала до тридцяти фабрик у муніципалітеті та понад дві тисячі людей, зайнятих у виробництві. Сьогодні ця економічна діяльність зведена до мінімуму, залишилася лише одна важлива компанія в цьому секторі.

## Спорт
У 2021 році Club Volei Alaró, що складається з понад 170 гравців у різних категоріях, відзначив 30-річчя свого заснування.

## Інша господарська діяльність
Важливе значення мали також закриті буровугільні шахти, які представляли інтерес для виробництва та розподілу електроенергії і які в останні роки свого існування належали електроенергетичній компанії GESA, що зараз входить до групи компаній Endesa.
Сьогодні місто Аларо, як і багато інших на острові, перетворилося на спальний район, більшість мешканців якого працюють у столиці острова — Пальма-де-Майорка або в сусідньому місті Інка.